# Чемпіонат Азії з боротьби 2004
Змагання Чемпіонату Азії з боротьби 2004 року проводилися окремо для кожного з видів боротьби. Змагання з вільної боротьби проходили з 16 по 18 квітня в Тегерані, Іран, змагання з греко-римської боротьби — з 5 по 9 травня в Алмати, Казахстан і змагання з жіночої боротьби — з 22 по 23 травня в Токіо, Японія.
Було розіграно двадцять один комплект нагород — по сім у вільній, греко-римській та жіночій боротьбі.

## Загальний медальний залік
| Місце  | Країна         | Золото | Срібло | Бронза | Загалом |
| ------ | -------------- | ------ | ------ | ------ | ------- |
| 1      | Японія         | 6      | 1      | 2      | 9       |
| 2      | Казахстан      | 3      | 3      | 1      | 7       |
| 3      | Іран           | 3      | 2      | 3      | 8       |
| 4      | Узбекистан     | 3      | 0      | 2      | 5       |
| 5      | Південна Корея | 2      | 5      | 5      | 12      |
| 6      | Киргизстан     | 1      | 4      | 0      | 5       |
| 7      | Монголія       | 1      | 2      | 5      | 8       |
| 8      | КНР            | 1      | 1      | 2      | 4       |
| 9      | Північна Корея | 1      | 0      | 0      | 1       |
| 10     | Індія          | 0      | 2      | 1      | 3       |
| 11     | В'єтнам        | 0      | 1      | 0      | 1       |
| Всього | Всього         | 21     | 21     | 21     | 63      |

## Рейтинг команд
| Місце в рейтингу | Вільна боротьба (чоловіки) | Вільна боротьба (чоловіки) | Греко-римська боротьба (чоловіки) | Греко-римська боротьба (чоловіки) | Вільна боротьба (жінки) | Вільна боротьба (жінки) |
| Місце в рейтингу | Команда                    | Бали                       | Команда                           | Бали                              | Команда                 | Бали                    |
| ---------------- | -------------------------- | -------------------------- | --------------------------------- | --------------------------------- | ----------------------- | ----------------------- |
| 1                | Іран                       | 63                         | Казахстан                         | 64                                | Японія                  | 63                      |
| 2                | Монголія                   | 45                         | Південна Корея                    | 60                                | Монголія                | 57                      |
| 3                | Узбекистан                 | 40                         | Узбекистан                        | 48                                | Південна Корея          | 45                      |
| 4                | Японія                     | 40                         | Іран                              | 46                                | Індія                   | 44                      |
| 5                | Південна Корея             | 40                         | Киргизстан                        | 42                                | КНР                     | 41                      |
| 6                | Індія                      | 33                         | Японія                            | 32                                | Узбекистан              | 22                      |
| 7                | Казахстан                  | 26                         | Індія                             | 23                                | В'єтнам                 | 20                      |
| 8                | Ірак                       | 17                         | Ірак                              | 11                                | Казахстан               | 17                      |
| 9                | Афганістан                 | 17                         | Північна Корея                    | 10                                | Китайський Тайбей       | 16                      |
| 10               | Північна Корея             | 15                         | В'єтнам                           | 10                                | Таїланд                 | 15                      |

## Медалісти

### Чоловіки

#### Вільна боротьба
| Категорія | Золото            | Срібло                 | Бронза               |
| до 55 кг  | Адхам Ачилов      | Баяраагійн Наранбаатар | Кім Хьо Суп          |
| до 60 кг  | Лі Йон Чжоль      | Морад Мохаммаді        | Чон Йон Хо           |
| до 66 кг  | Кадзухіко Ікемацу | Хассан Тахмасебі       | Буянжавин Батзоріг   |
| до 74 кг  | Мехді Садегнеджад | Суджит Маан            | Куніхіко Обата       |
| до 84 кг  | Ферейдун Ганбарі  | Мун Ий Дже             | Магомед Куруглієв    |
| до 96 кг  | Магомед Ібрагімов | Олексій Крупняков      | Хуссейн Халегіфар    |
| до 120 кг | Фардін Масумі     | Палвіндер Сінгх Чима   | Доржпаламин Ганкхуяг |

#### Греко-римська боротьба
| Категорія | Золото                 | Срібло              | Бронза           |
| до 55 кг  | Асет Іманбаєв          | Ім Да Вон           | Хассан Ранграз   |
| до 60 кг  | Чон Джи Хен            | Нурбакит Тенгізбаєв | Дільшод Аріпов   |
| до 66 кг  | Кім Ін Соп             | Роман Мелешин       | Масакі Ідзена    |
| до 74 кг  | Олександр Доктуришвілі | Данило Халімов      | Чхве Док Хун     |
| до 84 кг  | Абдулла Джабраїлов     | Жанарбек Кенжеєв    | Кім Чон Соп      |
| до 96 кг  | Геннадій Чхаїдзе       | Хан Те Йон          | Олексій Чеглаков |
| до 120 кг | Георгій Цурцумія       | Дільшот Хаджиєв     | Саджад Барзі     |

### Жінки

#### Вільна боротьба
| Категорія | Золото                | Срібло           | Бронза                 |
| до 48 кг  | Тіхару Ітьо           | Ле Тхі Чанг      | Ден Вейчань            |
| до 51 кг  | Цогтбазарин Енхжаргал | Юрі Кай          | Кім Хьон Чо            |
| до 55 кг  | Саорі Йосіда          | Лі На Ле         | Найдангійн Отгонжаргал |
| до 59 кг  | Су Ліхуї              | Кім Хі Джун      | Алка Томар             |
| до 63 кг  | Каорі Ітьо            | Су Хуейхуа       | Очирбатин Насанбурмаа  |
| до 67 кг  | Норіе Сайто           | Яна Панова       | Далхочирин Сугар       |
| до 72 кг  | Кьоко Хамаґуті        | Очирбатин Бурмаа | Чжан Дань              |